# Chantier naval Zaliv
Le chantier naval Zaliv (russe : Судостроительный завод «Залив», ukrainien : Суднобудівний завод «Залив») est un important chantier naval situé à Kertch en Crimée.

## Histoire
Il est créé, en 1938 et a construit plus de six cents navires, barges... et de nombreux bâtiments de guerre.
Le 4 novembre 2023, durant l'invasion de l'Ukraine par la Russie, il est touché par une frappe de missiles SCALP-EG lancé par les ukrainiens qui endommage une cale sèche et le navire lance-missiles russe Askold,, de Classe Karakourt.

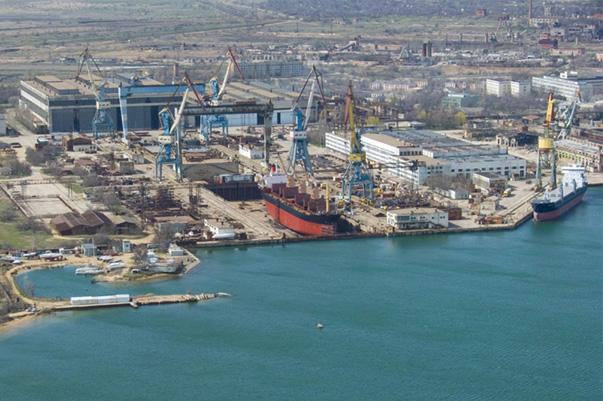
Le chantier.

## Navires construits
Quelques exemples :
- Classe Karakourt
- Classe Ivan Rogov (projet 23900)
- Classe Vassili Bykov
- Hetman Sahaydatchniy (F130)
- Sevmorput.